# باول ريد (لاعب كرة قدم)
باول ريد (بالإنجليزية: Paul Reid)‏ (19 يناير 1968 في المملكة المتحدة - ) هو مدرب كرة قدم ولاعب كرة قدم بريطاني في مركز الوسط. لعب مع أولدهام أثلتيك وبرادفورد سيتي وسوانزي سيتي وليستر سيتي ونادي أفان ليدو ونادي بوري وهدرسفيلد تاون وCarmarthen Town A.F.C. ‏.

## وصلات خارجية
- باول ريد على موقع قاعدة بيانات كرة القدم.إي يو (الإنجليزية)
- باول ريد على موقع Soccerbase.com (لاعب) (الإنجليزية)